# ندى (فلم)
فلم مصري قصير مدته 25 دقيقة وهي قصة فتاة بكماء تعمل راقصة في إحدى الفرق، وتواجه المزيد من المشاكل حينما تقابل العازف الكفيف في نفس العرض الذي تشارك به.

## قصة الفلم
تدور أحداث الفيلم حول ندى. فتاة صماء تعمل راقصةً في إحدى الفرق الاستعراضية وأثناء البروفات تتعرف على عمر عازف البيانو وهو الآخر كفيف ولا توجد أي وسيلة اتصال بينهم وتتطور الأحداث

## طاقم العمل
- مي الغيطي
- أمير صلاح الدين
- عادل أحمد يحيى (مخرج)
- ريم العدل (تصميم الأزياء)
- كريم فهمى (السيناريـو)
- عادل أحمد يحيى (السيناريـو)
- إبراهيم البخارى (تصوير)
- مهاب رمضان (موسيقى)
- راندا سالم (مونتاج)
- المعهد العالى للسينما (إنتاج)

## الجوائز
أعلن كريم فهمي عن فوز فيلم «ندى» القصير الذي كتبه بالجائزة الثانية كأفضل فيلم في مهرجان بولاية تكساس.